# Frank Pipp
Frank Pipp est un coureur cycliste américain (né le 22 mai 1977 à Iron Mountain (Michigan), professionnel entre 2005 et 2013.

## Palmarès
- 2004
  - 2e étape de la Joe Martin Stage Race
- 2006
  - 3e étape du Tour de Toona
- 2007
  - 6e étape de la Nature Valley Grand Prix
- 2011
  - 2e étape du Tour of the Gila
  - Classement général de la Joe Martin Stage Race
- 2012
  - 2e du championnat des États-Unis sur route

## Classements mondiaux
| Année            | 2005 | 2006 | 2007 | 2008 | 2009 | 2010 |
| ---------------- | ---- | ---- | ---- | ---- | ---- | ---- |
| UCI America Tour | 300e | 122e | 39e  | 133e |      | 191e |
| UCI Asia Tour    |      |      | 173e |      |      |      |